# أيوب سبور
أيوب سبور هو نادي كرة قدم يقع في حي أيوب،إسطنبول.تأسس النادي في 1919 ويلعب حالياً في دوري الدرجة الأولى التركي.